# Granbergsmyrans naturreservat
Granbergsmyrans naturreservat är ett naturreservat i Skellefteå kommun i Västerbottens län.
Området är naturskyddat sedan 2021 och är 46 hektar stort. Reservatet ligger öster om Boliden och består av våtmark med öppna rikkärr och tallbevuxna holmar.